# Mörkerseende

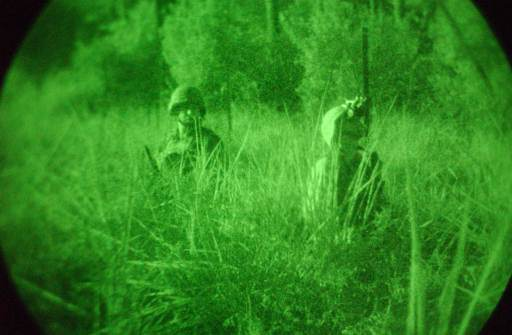
Två amerikanska soldater under irakkriget, sedda med bildförstärkare, artificiell teknik för mörkerseende.

Mörkerseende, skoptisk syn, är förmågan att se i miljöer med dåligt ljus. Människor har relativt dåligt mörkerseende jämfört med många andra djur, bland annat eftersom människor saknar en tapetum lucidum, men detta kan kringgås med modern teknik som bildförstärkare.

## Biologisk förklaring
Näthinnan innehåller två typer av ljuskänsliga celler: tappar och stavar. Tapparna ger hög synskärpa under goda ljusförhållanden, men fungerar inte i svagare ljus. De innehåller olika synpigment som är känsliga för ljus av olika våglängd för att kunna registrera hela det synliga ljusspektrat. De är känsliga för ljusstrålningens intensitet och frekvens vilket gör att hjärnan kan uppfatta färger och detaljer. Ju tätare tapparna sitter, desto högre blir synskärpan och de är koncentrerade i foevan, näthinnans centrum, så att bäst synskärpa finns när man tittar rakt fram. Stavarna är istället ljuskänsliga sinnesceller och fungerar även i mycket svagt ljus. Dessa finns framförallt runt näthinnans centrum. De ger till skillnad från tapparna inte särskilt hög synskärpa och kan inte urskilja mellan färger. Stavarna är känsligast för blågrönt ljus, eftersom det är mer energirikt, och okänsligt för rött ljus, vilket gör att blågröna ljuskällor blir ljusare i svagt ljus medan röda nästan blir svarta. 
Skotopisk syn, även kallat mörkerseende, är synen i låga ljusförhållanden då tapparna slutat att fungera. Synintrycken ges då i olika nyanser av grått och världen blir mindre detaljrik. Mörkerseendet  är bättre i utkanten av synfältet eftersom det finns fler stavar där än i centrum. Fotopiskt seende, även kallat dagseende, är synen i höga ljusförhållanden och mesopiskt seende, även kallat skymningsseende, är när både tappar och stavar stimuleras under ett ljusförhållande vilket gör att man kan urskilja färger till viss del.

## Mörkerseende hos djur
Nattdjur ser bättre än människor i mörker. Det beror dels på att deras ögon i regel är större och att deras pupiller vidgas mer vilket släpper in mer ljus och hjälper dem att se bättre i mörker. En annan anledning är att nattdjur har fler stavar i ögat än människan och andra dagaktiva djur vilket gör att de behöver mycket mindre ljus för att se föremål i mörker. Många nattdjur har även förstärkt hörsel, lukt och känsel för att komplettera deras syn på natten. 
Ugglor har rörformade ögon istället för sfäriska som människan och en väldigt stor lins som sitter nära näthinnan. Mer ljus kan därför nå och registreras av näthinnan vilket gör att de ser mycket bra i mörker, dock är ugglor lite mer långsynta än andra djur.  
Grodor och paddor har en unik förmåga att urskilja färger även i väldigt dåliga ljusförhållanden. Detta beror på att de har två olika sorters stavar med olika känslighet vilket gör att de kan se färger ända ner till tröskeln av synsystemet.   

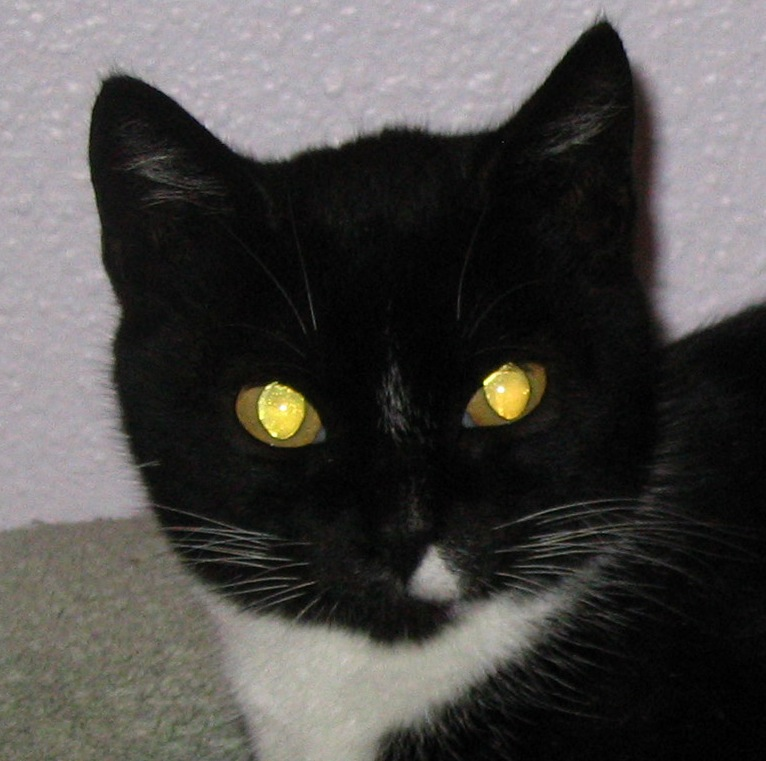
Katter är nattdjur vilket gör att deras ögon reflekterar en del av ljuset, vilket får det att se ut som att deras ögon lyser i mörker.

Många djur som ser bra i mörker (dock inte alla) har även ett tapetum lucidum vilket är ett vävnadslager bakom näthinnan som reflekterar synbart ljus genom näthinnan. Detta ger syncellerna ytterligare en chans att uppfatta samma bild och förbättrar djurets syn i situationer med dåligt ljus. Detta är vanligt hos djur som vistas i mörkare förhållanden, till exempel nattaktiva djur eller djuphavsdjur. Detta gör även att deras ögon reflekterar ljus när man riktar en ljuskälla mot dem.

## Mörkerseende hos människor
Människor som andra dagaktiva djur har inget tapetum lucidum i ögonen men har fortfarande ett relativt bra mörkerseende, det tar dock lite längre tid för oss att vänja oss vid mörkret för att uppnå optimalt seende.I en ljusfattig miljö tar det upp till 40 min för ögonen att anpassa sig. Trots att en stor anpassning skett redan efter 5 min så uppnås optimalt mörkerseende först efter 40 min i mörker. Detta beror på att fotopigmenten i ögat som är avsedda för mörkerseende, stavarna, behöver regenereras en längre tid i ljusfattiga miljöer för att fungera optimalt. 
Ett flertal saker händer när man är i en miljö med ont om ljus som påverkar synupplevelsen; synskärpan reduceras, färgseendet minskar gradvis, blågröna ljuskällor upplevs som ljusare än röda ljuskällor, djupseendet försämras, somliga människor blir närsynta i mörker trots att de ej är det i dagsljus, och en central blind fläck kan uppträda.